# Агаєв Рафаіл Рамізович
Рафаі́л Рамі́зович Ага́єв (нар. 3 березня 1979, Азербайджан — пом. 4 квітня 2022, Маріуполь, Донецька обл.) — український військовик і підприємець, старший матрос Збройних сил України, псевдо «Раф», учасник російсько-української війни, оборонець Маріуполя. 

## Життєпис
Народився 3 березня 1979 в Азербайджані.
Займався готуванням піци. Навчив Леоніда Остальцева цій справі. 2014 року воював в зоні АТО. У 2016 році разом з Леонідом Остальцевим відкрили «Pizza Veterano» для працевлаштування ветеранів АТО.
Разов з Леонідом Остальцовим був співзасновником піцерії «Pizza Veterano».
Загинув 4 квітня 2022 року при обороні міста Маріуполь. 
Похований в Києві на Лісовому цвинтарі..

## Нагороди
Нагороджений орденом «За мужність» III ступеня (посмертно).